# Bogota
Bogota, v originále Bogotá, oficiálně Bogotá, Distrito Capital, zkráceně Bogotá, D. C., je hlavní a největší město Kolumbie, správní středisko departmentu Cundinamarca. Je politickým, hospodářským, administrativním a průmyslovým centrem země. Má přibližně 8,03 milionu obyvatel a je tak 5. nejlidnatějším městem Ameriky. Město se nachází v pohoří And (rozkládají se a tvoří východní hranici města) ve výšce zhruba 2600 m n. m., což z něj dělá po La Paz a Quitu třetí nejvýše položené hlavní město světa. V 90. letech bylo známo vysokou mírou zločinnosti, avšak díky investicím do bezpečnosti se situace zlepšila. Centrum tvoří jak historické budovy, tak moderní kancelářské mrakodrapy a významné mnohaproudové silnice s estakádami.
Bogota byla založena jako hlavní město Království Nové Granady 6. srpna 1538 španělským conquistadorem Gonzalem Jiménezem de Quesada poté, co dobyl civilizaci Muisků. Tento kmen původně obýval oblast současných departmentů Boyacá a Santander a byl typický svojí mírumilovností. Mluvili jazykem čibča. Název „Bogotá“ vznikl zřejmě z nepřesné španělské výslovnosti jména blízké muisské vesnice Bacatá. Význam tohoto slova není jistý: dle jedné teorie znamená v čibče „obdělávání půdy“, podle druhé zase „paní And“. Také mohlo jít o jméno kasika, který zde vládl před příjezdem Španělů. Když se pak z osady roku 1540 oficiálně stalo město, získalo název Santafé („svatá víra“).
Santafé se stalo sídlem audiencie Království Nové Granady a také nástupnického Místokrálovství Nové Granady, které pokrývalo území dnešního Ekvádoru, Kolumbie, Panamy, Venezuely a část Peru, Guyany a Brazílie. Po bitvě u Boyacá v roce 1819 se Santafé stalo hlavním městem nově vytvořené a nezávislé Velké Kolumbie. Simón Bolívar tehdy změnil jméno zpět na Bogota jako způsob uctění památky zaniklé civilizace Muisků.
V Bogotě sídlí prezident, kolumbijský kongres, nejvyšší soud i ústavní soud. Současně se jedná i o centrum kolumbijského obchodu s velkým obratem a HDP, který tvoří čtvrtinu hodnoty pro celou zemi. Asi dvanáct kilometrů vzdálené letiště Eldorado, pojmenované po bájném městě s velkými zásobami zlata, je hodnocené jako jedno z nejlepších letišť v Jižní Americe. V Bogotě se nachází několik vysokých škol, výzkumných center a je zde též dobré kulturní vyžití (například Národní muzeum Kolumbie). Ve městě sídlí tři prvoligové fotbalové kluby a každoročně se zde koná řada festivalů, například Ibero-American Theater Festival of Bogotá, jeden z největších divadelních festivalů na světě, nebo Rock al Parque a Bogotá Film Festival.
Mezi jednotlivými částmi panují velké rozdíly, hlavně mezi severní a jižní částí města. Jižní část je spíše chudá, zatímco sever je vyhrazený pro občany s vysokými příjmy. Pro střední třídu je typický střed a západ Bogoty.

## Historie

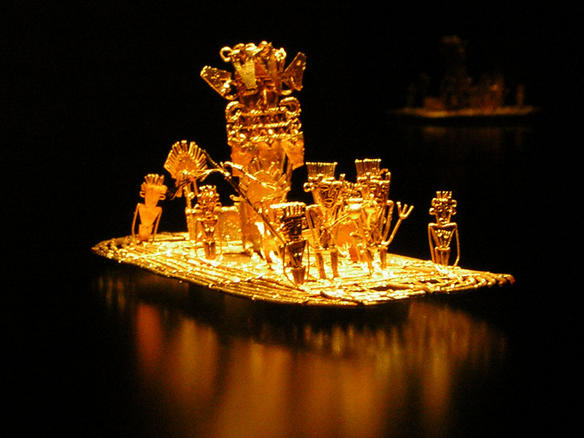
Zlatá soška vytvořená Muisky

Nejstarší známky lidského osídlení v departmentu Cundinamarca byly nalezeny na území současných měst Pubenza a Tocaima. Jednalo se o zbytky nástrojů, jejichž stáří bylo pomocí radiokarbonové metody datování odhadnuto na 16 000 let, tedy do jedné z dob ledových. Po jejím skončení se zřejmě oblast Bogoty začala hustě zalesňovat a jedinými obyvateli se stala divoká zvířata, mezi nimiž možná byli, krom králíků a jelenů, i mastodonti. Hojný výskyt zvěře pravděpodobně přilákal kmeny obývající okolí řeky Magdaleny, které se zde usadily.
Okolo roku 1450 vznikla civilizace Muisků, která zabírala necelých 50 000 km2. V roce 1537 ji obývalo asi 1,2 milionů domorodců. Tehdy Andy překročil conquistador Gonzalo Jimenéz de Quesada, který vyplul ze Santa Marty s několika sty muži a kterého zaujaly ho pověsti o kmeni obchodujícím se smaragdy a solí. Za cenu velkých ztrát civilizaci dobyl a 6. srpna 1538 proběhla slavnostní ceremonie, během které byla oficiálně založena Bogota. De Quesada pak společně s Nikolausem Federmannem a Sebastiánem de Belalcázarem vytvořili základní infrastrukturu a osídlení pojmenovali Señora de la Esperanza. Toto označení se udrželo jen krátce, než je nahradilo označení Santafé nebo Santafé de Bogotá, pro odlišení od míst stejného jména. Status města získalo od císaře Karla V. Habsburského o dva roky později – 27. července 1540. Roku 1548 mu císař udělil i erb, na kterém je vyobrazen černý orel svírající v obou pařátech granátová jablka na zlatém poli. Zároveň také bylo správním centrem Království Nové Granady a později Místokrálovství Nové Granady.
Hlavními centry města byla náměstí Plaza Mayor, kde se nacházel trh, a Plaza de las Yerbas, okolo kterého byly postaveny první kostely, V roce 1783 sem byla vypravena vědecká výprava pod vedením José Mutise, která se věnovala studii zdejší flóry. Podporoval ji především tehdejší místodržící Antonio Caballero y Góngora. Bogotu na začátku devatenáctého století navštívil i německý přírodovědec Alexander von Humboldt.
Santafé se stalo centrem protišpanělských povstání. Svůj podíl na tom měl i fakt, že zde žila většina výrazných postav této revoluce, například Policarpa Salavarrieta nebo Antonio Nariño. Vyvrcholením byla bitva u Boyacá (1819), ve které Simón Bolívar porazil španělské oddíly a následovalo vytvoření Velké Kolumbie, jejímž hlavním městem se stalo právě Santafé. A zůstalo jím až do roku 1830, kdy se stát rozpadl a vznikly samostatné státy Ekvádor, Venezuela, Kolumbie (a později i Panama). Bolívar také město přejmenoval na Bogotu, podle muisské vesnice nacházející se nedaleko místa, kde Španělé roku 1538 založili osadu. Následnou historii Kolumbie vyplňují především občanské války, z nichž nejvýznamnější byla tisícidenní válka (1899–1902), ve které se liberálové ohradili proti narůstajícímu vlivu církve a omezení volebního práva a pokusili se svrhnout dosavadní konzervativní vládu.
V roce 1876 městská rada kompletně změnila tradiční označení ulic a číslování domů na po sobě jdoucí čísla, což se udrželo až do současnosti. V roce 1889 byla otevřena první železnice, načež následoval rychlý rozvoj železniční dopravy a na konci 19. století měla Kolumbie více než 200 km železnic. Roku 1884 začaly v Bogotě fungovat i tramvaje tažené mulami. Jak železnice, tak tramvajová doprava, měly důležitou roli v rozvoji města. Naopak ztrátou pro město byl především požár archivu 20. května 1900, při kterém bylo zničeno množství historických listin.
Dalším milníkem bylo otevření prvního kolumbijského letiště, zároveň prvního letiště v celé Latinské Americe ve 20. letech 20. století. S výstavbou elektrárny navíc začala být do města bez přestání přiváděna elektrická energie. Ve třicátých letech výstavba aktivně pokračovala, především v rámci oslav výročí založení města. Vznikla nová univerzitní část, národní park, stadion Nemesio Camacho El Campín… Po úspěšném atentátu na prezidenta Jorgeho Eliécera Gaitána v centru Bogoty vypukla řada nepokojů, které zpomalily rozvoj města a navíc způsobily hromadné stěhování bohatých rodin do okrajových částí města. Další budování pokračovalo v padesátých letech během vojenské diktatury generála Gustava Rojasa Pinilly, jednalo se o samotné letiště El Dorado nebo dálnici v severní části Bogoty.
V roce 1960 začala další občanská válka, která měla vliv i na hlavní město Kolumbie. Došlo k útoku na velvyslanectví Dominikánské republiky (1980), krádeži zbraní z vojenské základny na severu města (1978), obsazení budovy nejvyššího soudu (1985), do kterého mohl být potenciálně zapojený i Pablo Escobar, a útok na klub El Nogal (2003). Rozbroje mezi partyzány a armádou skončily na přelomu roku 2016 a 2017.

## Geografie

### Poloha
Bogota se nachází v jihovýchodní části Bogotské savany v průměrné nadmořské výšce 2640 metrů. Leží na úpatí hory Monserrate, která je turisticky oblíbeným místem díky výhledu na město a zdejší svatyni. Městem protékají čtyři řeky: Juan Amarillo, Salittre, Fucha a Tunjuelito.

### Klima
V Bogotě je oceánické podnebí (Cfb) hraničící s podnebím středozemním (Csb). Nejvyšší zaznamenaná teplota byla 30 °C a nejnižší −7.1 °C. Oba rekordy padly v okolí Guaymaralského letiště.

## Obyvatelstvo

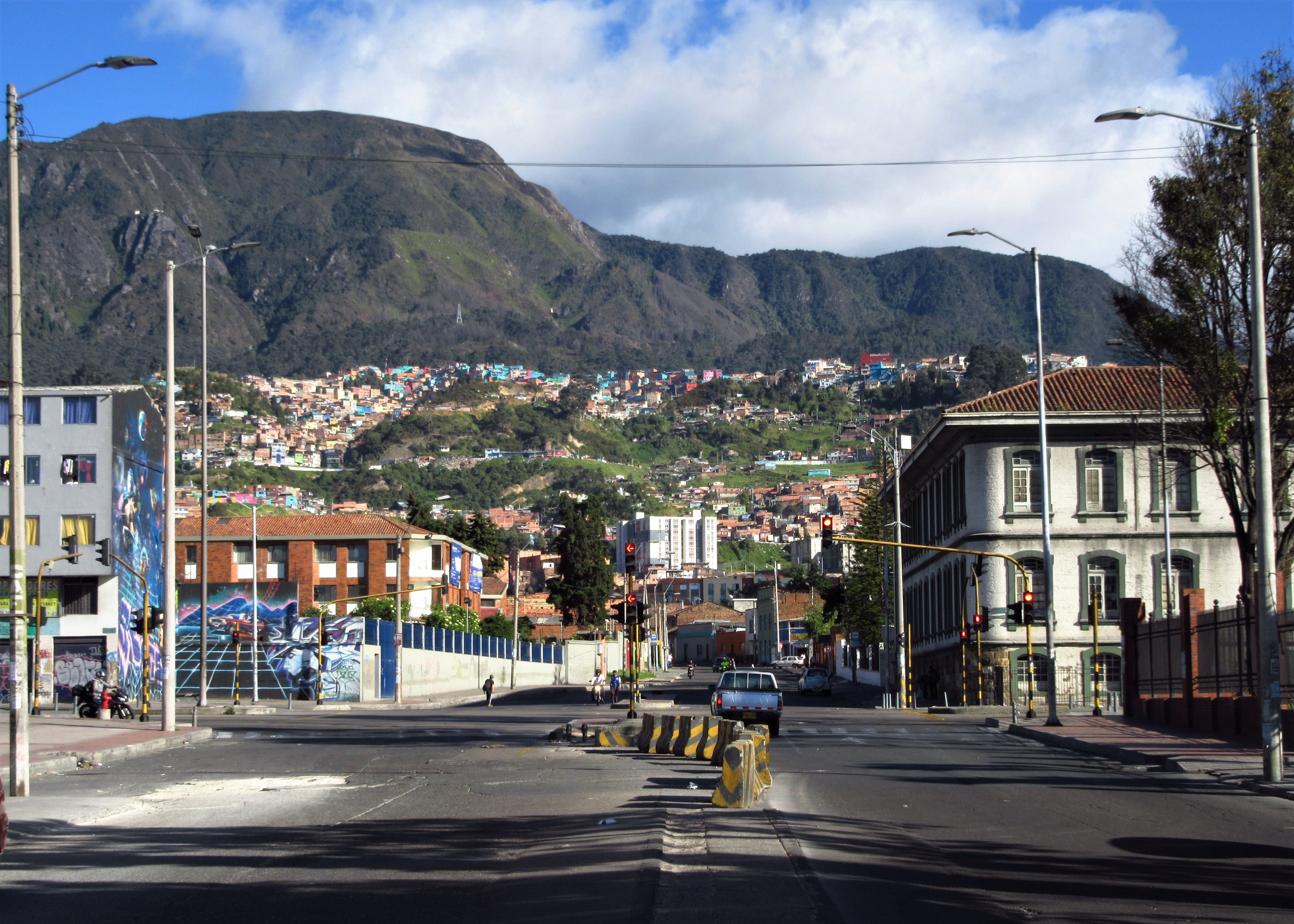
Ulice Bogoty

K roce 2018 byla Bogota se svým počtem obyvatel přibližně 8,03 milionu nejlidnatějším městem Kolumbie. Představuje okolo 15 % populace celého státu. Daleko za ní se nachází Medellín s 2 529 403 a Cali s 2 471 474 obyvateli. Přitom ve venkovské oblasti žije pouze necelých 16 000 obyvatel. V roce 2005 byla zdejší míra negramotnosti osob nad pět let pouze 3,4 %, což dělá z Bogoty oblast s nejnižší negramotností v celé zemi. V tom samém roce mělo přístup k elektrické energii 99,4 % domácností.
V roce 2005 měla Bogota podle kolumbijského statistického úřadu (DANE) 6 778 691 obyvatel a hustotu obyvatelstva přibližně 4 146 obyvatel na kilometr čtvereční. Nicméně údaje o hustotě obyvatel se liší: jiná studie uvádí průměrnou hustotu v městské oblasti 16 779,5 obyvatel na kilometr čtvereční. Nejvyšších čísel mají podle této statistiky dosahovat městské části Ciudad Bolívar, Bosa, Usme a Suba s 45 000 obyvateli na kilometr čtvereční. To výrazně snižuje kvalitu života jednotlivců a přináší problémy s životním prostředím. K takovému stavu přispěla hlavně občanská válka, která v Kolumbii probíhala padesát dva let a vyháněla lidi z venkovských oblastí do velkých měst, která jim měly poskytovat bezpečí. Konflikt oficiálně ukončila mírová smlouva na přelomu let 2016 a 2017.

## Turistické cíle

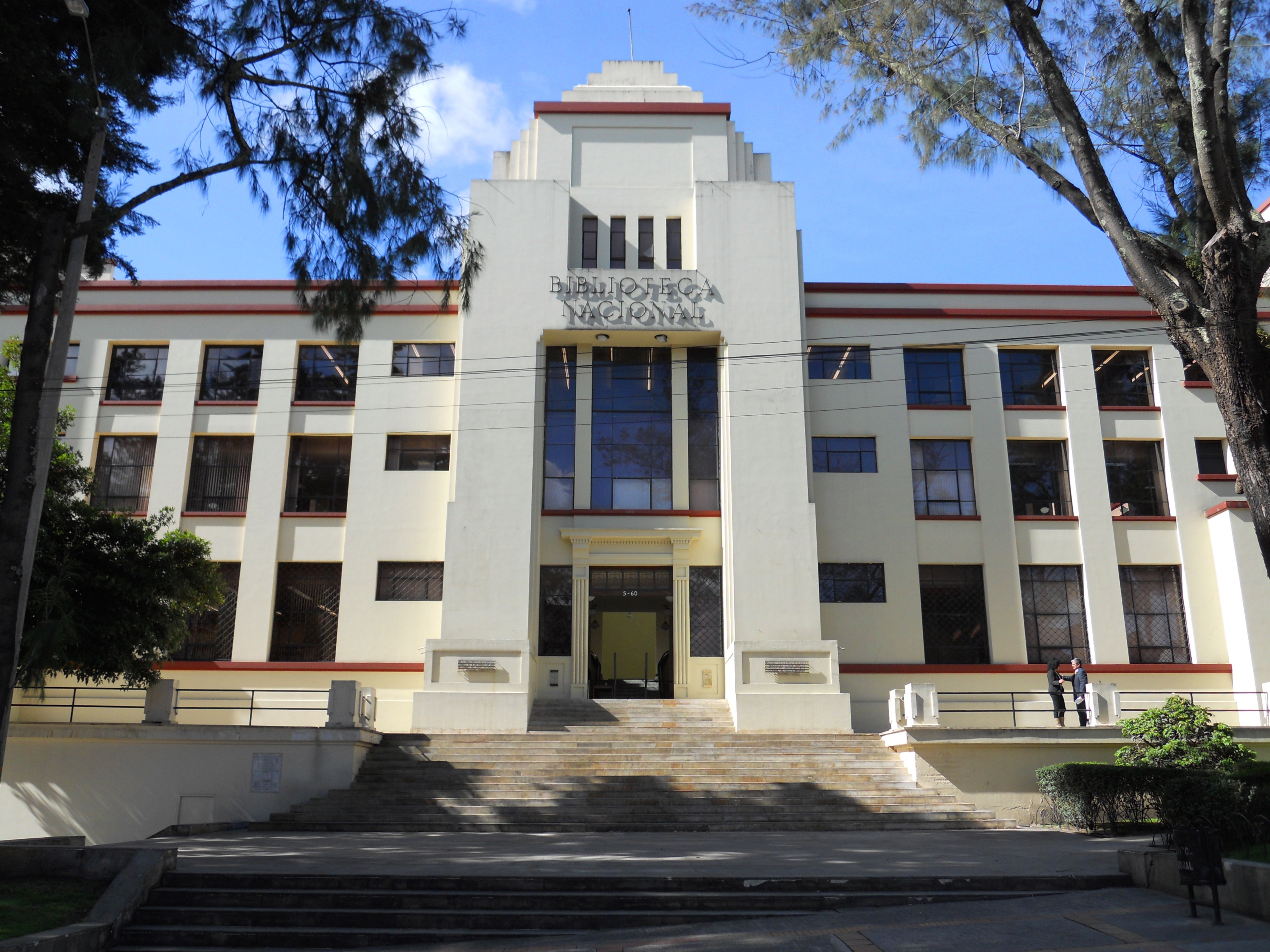
Budova Národní knihovny Kolumbie

Bogota je město s množstvím turisticky atraktivních míst, například několika desítkami muzeí, knihoven a galerií. Častým cílem turistů je historické centrum La Candelaria, ve kterém se zachovaly budovy z doby kolonizace. Nedaleko se nachází moderní část města s kancelářskými mrakodrapy. Světový význam má Biblioteca Luis Ángel Arango, knihovna, která se rozkládá na 45 000 metrech čtverečních a ročně ji navštíví až čtrnáct milionů uživatelů, a Národní knihovna Kolumbie. Samotné město Bogota získalo roku 2007 od UNESCO titul World Book Capital. Zdejší Generální národní archiv je se sbírkou asi šedesáti milionů dokumentů jedním z největších archivů Latinské Ameriky.
Pohled na panorama Bogoty je možný ze dvou míst, dvou nejvyšších bodů města. První je na hoře Guadalupe se svatyní a sochou Panny Marie Guadalupské. Druhé je na hoře Monserrate, na východě Bogoty, kde stojí také svatyně a kam vede přibližně tříkilometrová turistická stezka a dvě lanovky.

### Kolumbijská kuchyně
Pro Bogotu je typická především polévka ajiaco, zeleninová směs cocido nebo pokrm tamales.

## Kultura a školství
- Ke kultuře Bogoty patří především divadla a festivaly. Slavný open-air festival Rock al Parque v roce 2020 oslavil pětadvacáté výročí pořádání.[37]
- Každoročně se pořádá Ibero-American Theater Festival of Bogotá, jeden z největších divadelních festivalů na světě a hlavní kulturní událost Kolumbie.[38] Byl založen ke 450. výročí založení Bogoty roku 1988 a samotná událost trvá celých sedmnáct dní, během nichž mají návštěvníci možnost sledovat různá představení v divadlech i na ulicích.[38]
- Andská univerzita (Universidad de los Andes) stojí na vrcholu pyramidy zdejšího vzdělávání a patří mezi 1% nejlepších univerzit na světě.[39]

### Muzea a galerie
Jedno z nejznámější míst v Bogotě je Museo del Oro (Muzeum zlata) se sbírku 20 000 zlatých předmětů uříděných podle historického období, ze kterého pocházejí. Všechny byly vytvořeny původním obyvatelstvem ještě před příchodem Španělů. Dalším známým místem je Museo Nacional de Colombia (Národní muzeum) se sbírkami nazvanými Archeologie, Etnografie, Výtvarné umění a Historie.

### Parky a botanické zahrady

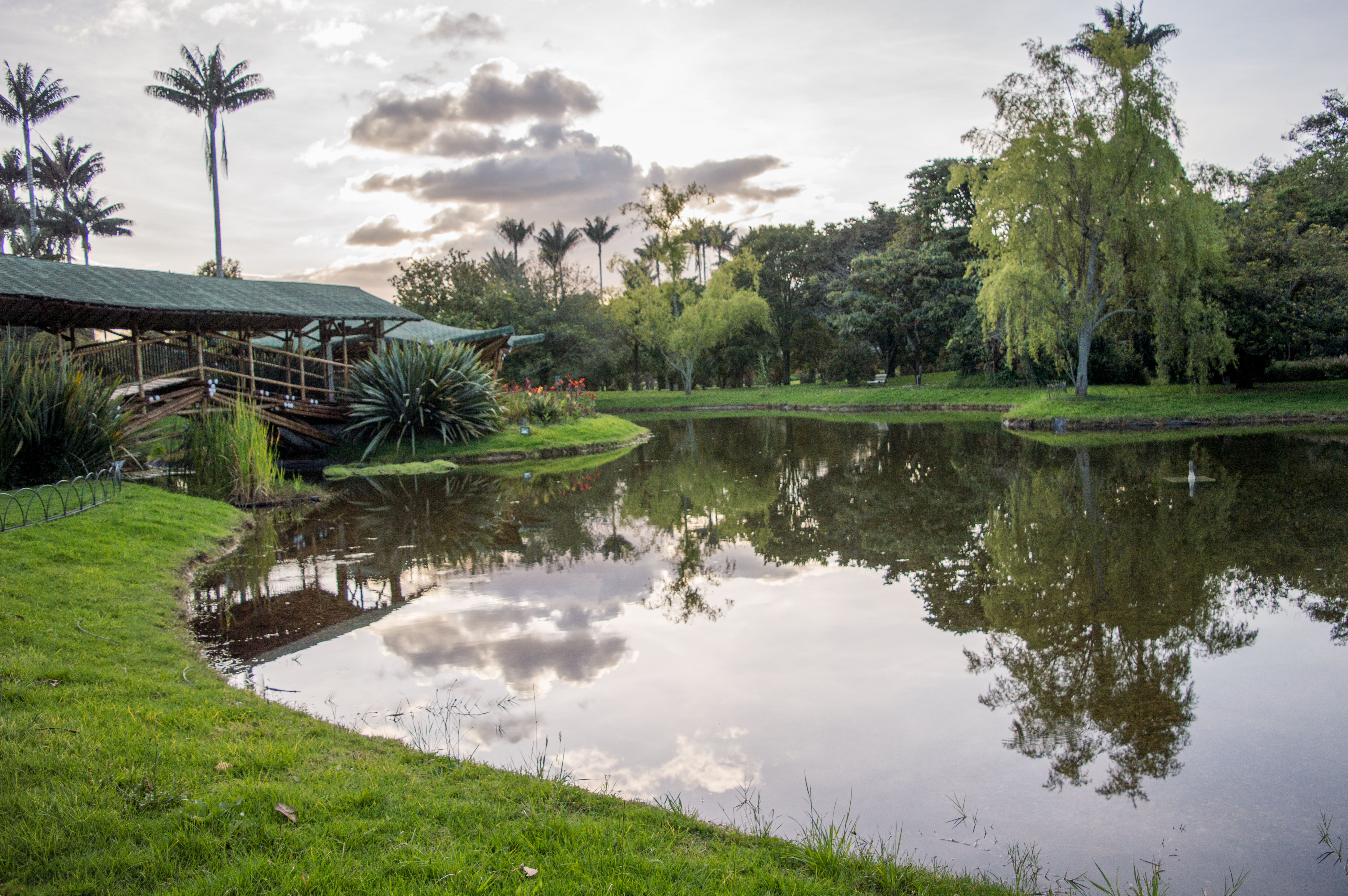
Botanická zahrada Jardín botánico de Bogotá

V Bogotě se nachází rozlehlá botanická zahrada Jardín botánico de Bogotá, která je zaměřena na flóru Kordiller a vysokohorských oblastí páramo. Zároveň je centrem zdejšího botanického výzkumu. Největším a nejdůležitějším parkem je Simón Bolivar Parque, který slouží i k pořádání koncertů a jako sportoviště. Nachází se v centru města a zdejší akce pojmou až 130 000 lidí; v roce 2011 zde vystupovala například Britney Spears a o tři roky později Metallica.

### Náboženské památky
Před rokem 1538 bylo na území Bogoty uctíváno božstvo Muisků s nejvyšším bohem Chiminigagua. Byla jim zasvěcena například jezera Guatavita, Siecha a Tota. Několik let po příjezdu Španělů, 22. března 1564, byla založena arcidiecéze bogotská. Zdejší arcibiskup má sídlo v katedrále na náměstí Simóna Bolívara – Catedral Primada de Colombia (též Catedral Basílica Metropolitana y Primada de Bogotá). Katedrála je považována za jednu z nejkrásnějších v Americe. Tvoří ji pět lodí, vnitřní prostory v neoklasicistním stylu jsou bohatě zdobené obrazy a sochami. Budovy arcidiecéze jsou na severu města, v bohatší čtvrti. Za nejstarší dochovaný kostel ve městě je považován Iglesia de San Francisco zasvěcený Františkovi z Assisi.
Ačkoli v Bogotě žije množství muslimů středovýchodního, afrického, středoasijského, libanonského nebo syrského původu, není tu žádná muslimská čtvrť a na celé město připadají pouze tři mešity. Podobně je tomu se synagogami, které jsou v sedmimilionovém městě čtyři.

## Sport
Ve městě sídlí prvoligové fotbalové kluby Millonarios, Independiente Santa Fe a Club Deportivo La Equidad.

## Partnerská města
- Ankara, Turecko
- Athény, Řecko
- Bejrút, Libanon
- Bombaj, Indie
- Brasília, Brazílie
- Budapešť, Maďarsko
- Buenos Aires, Argentina
- Ciudad de México, Mexiko
- Guayaquil, Ekvádor
- Havana, Kuba
- Chicago, Spojené státy americké
- Istanbul, Turecko
- Káhira, Egypt
- La Paz, Bolívie
- Láhaur, Pákistán
- Lima, Peru
- Londýn, Spojené království
- Madrid, Španělsko
- Milán, Itálie
- Montevideo, Uruguay
- New York, Spojené státy americké
- Oslo, Norsko
- Quito, Ekvádor
- Reykjavík, Island
- Santiago de Chile, Chile
- Santo Domingo, Dominikánská republika
- Soul, Jižní Korea
- Stockholm, Švédsko
- Šanghaj, Čína
- Turín, Itálie

## Galerie

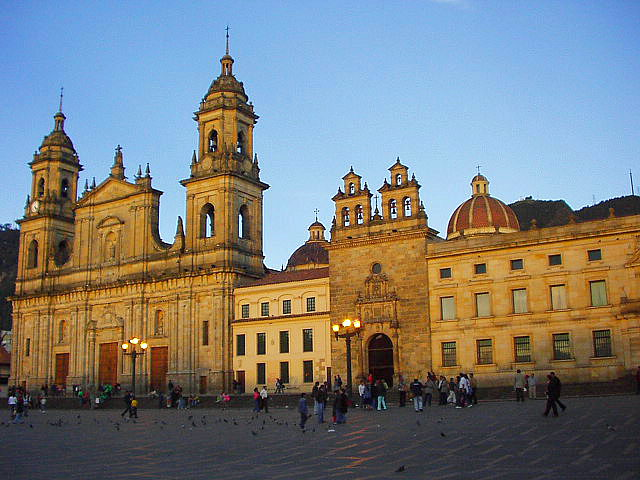
Bogotská katedrála na Plaza de Bolívar
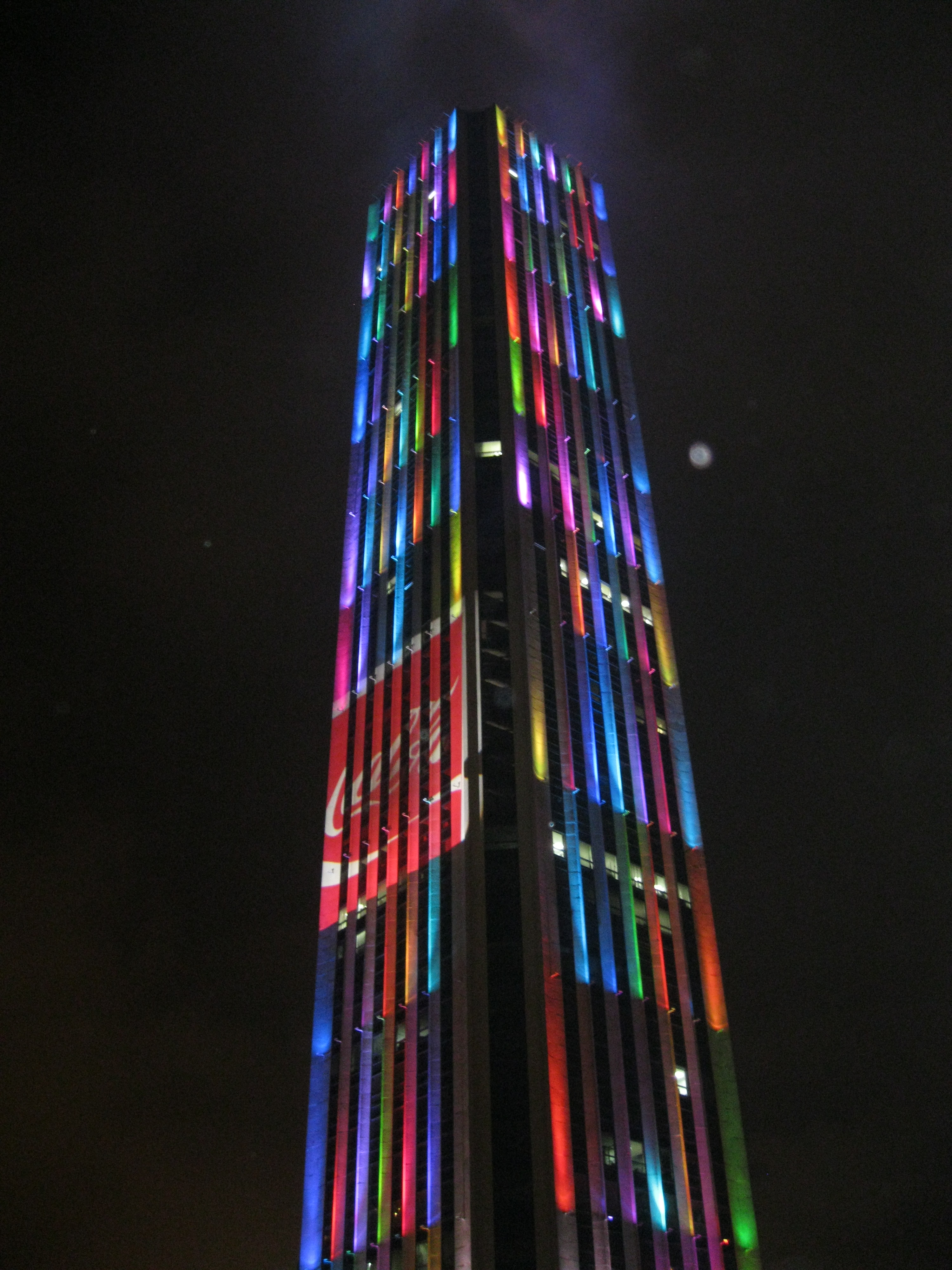
Torre Colpatria
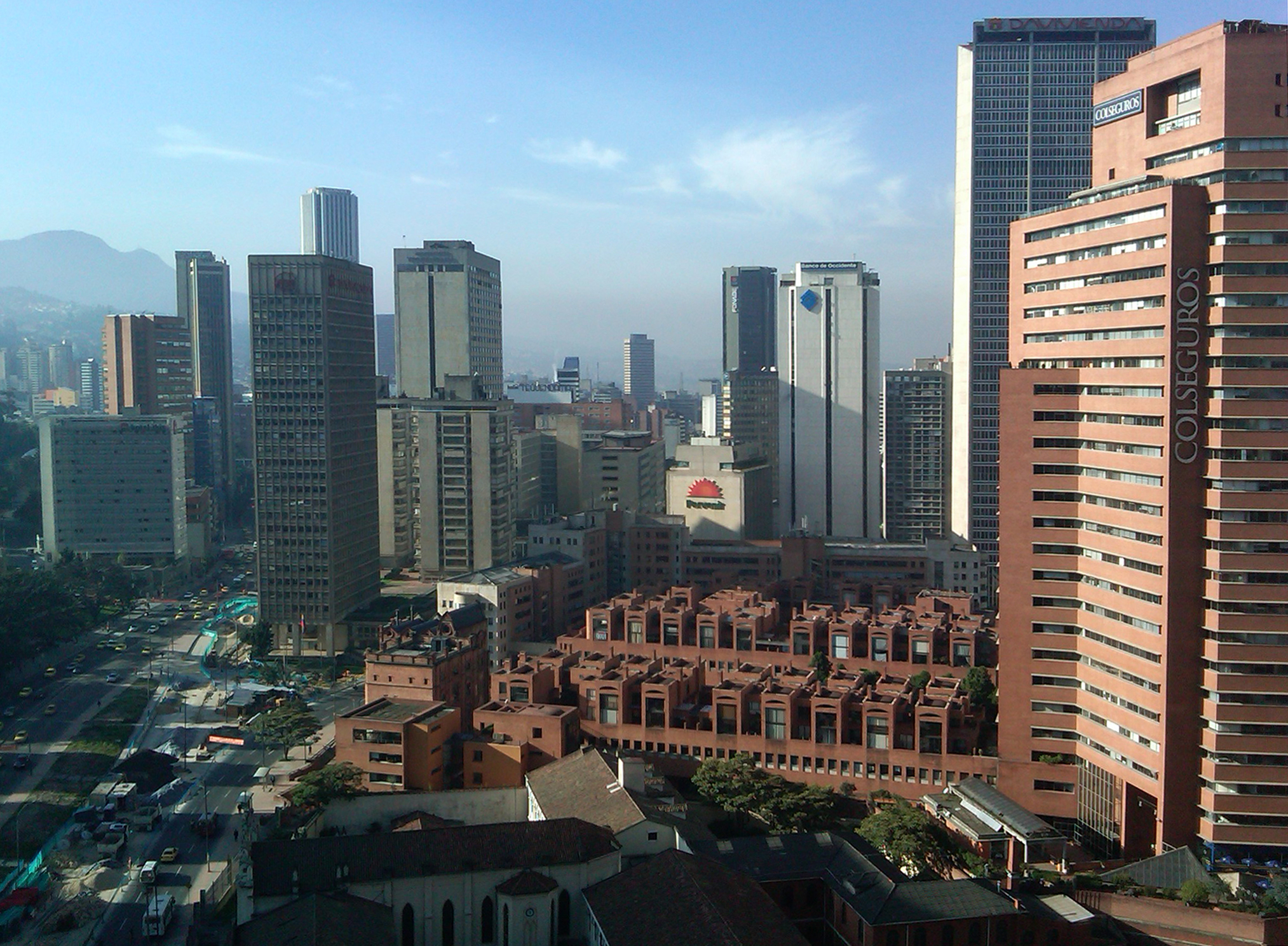
Centrální obchodní čtvrť
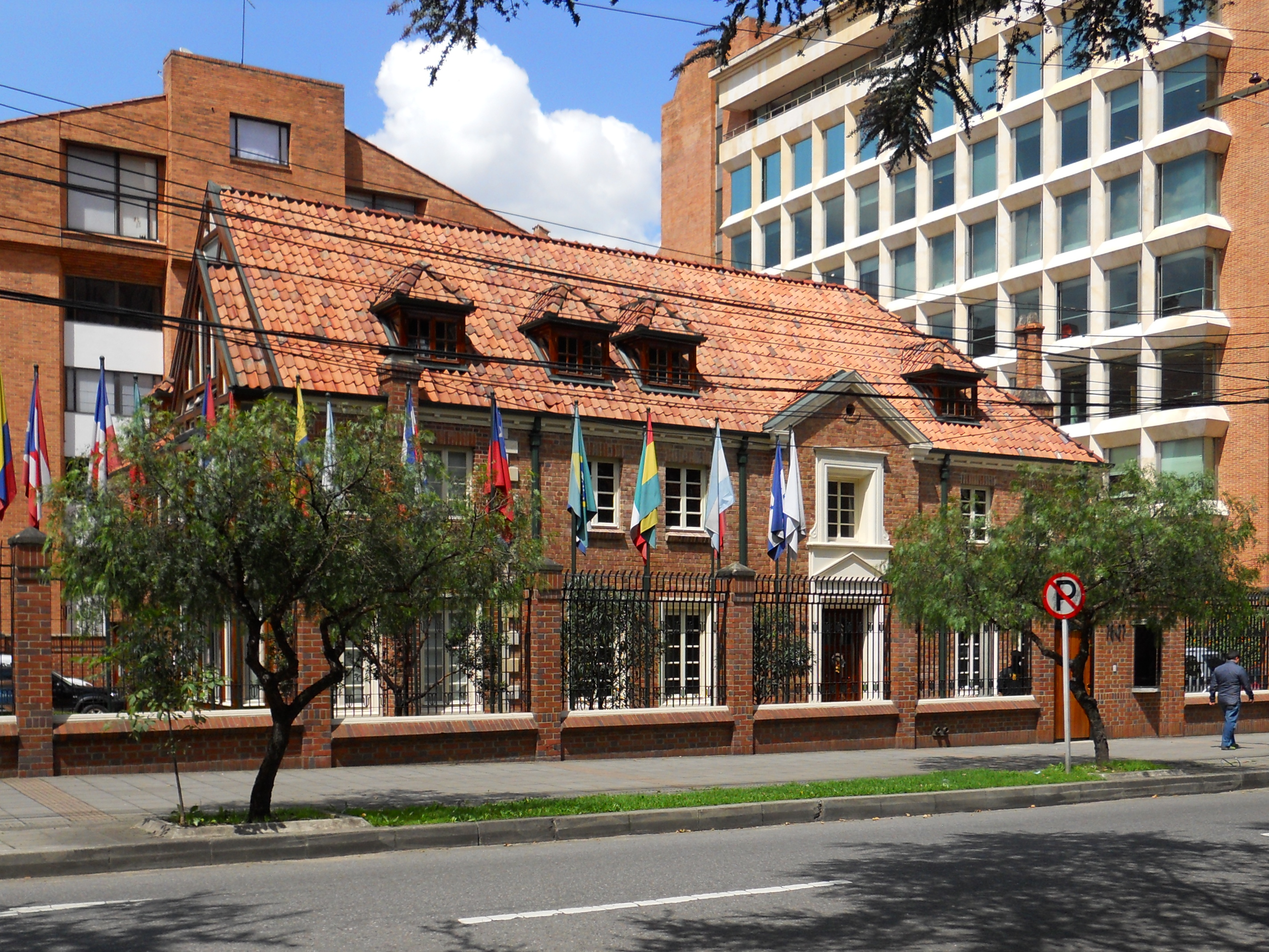
Viktoriánská architektura
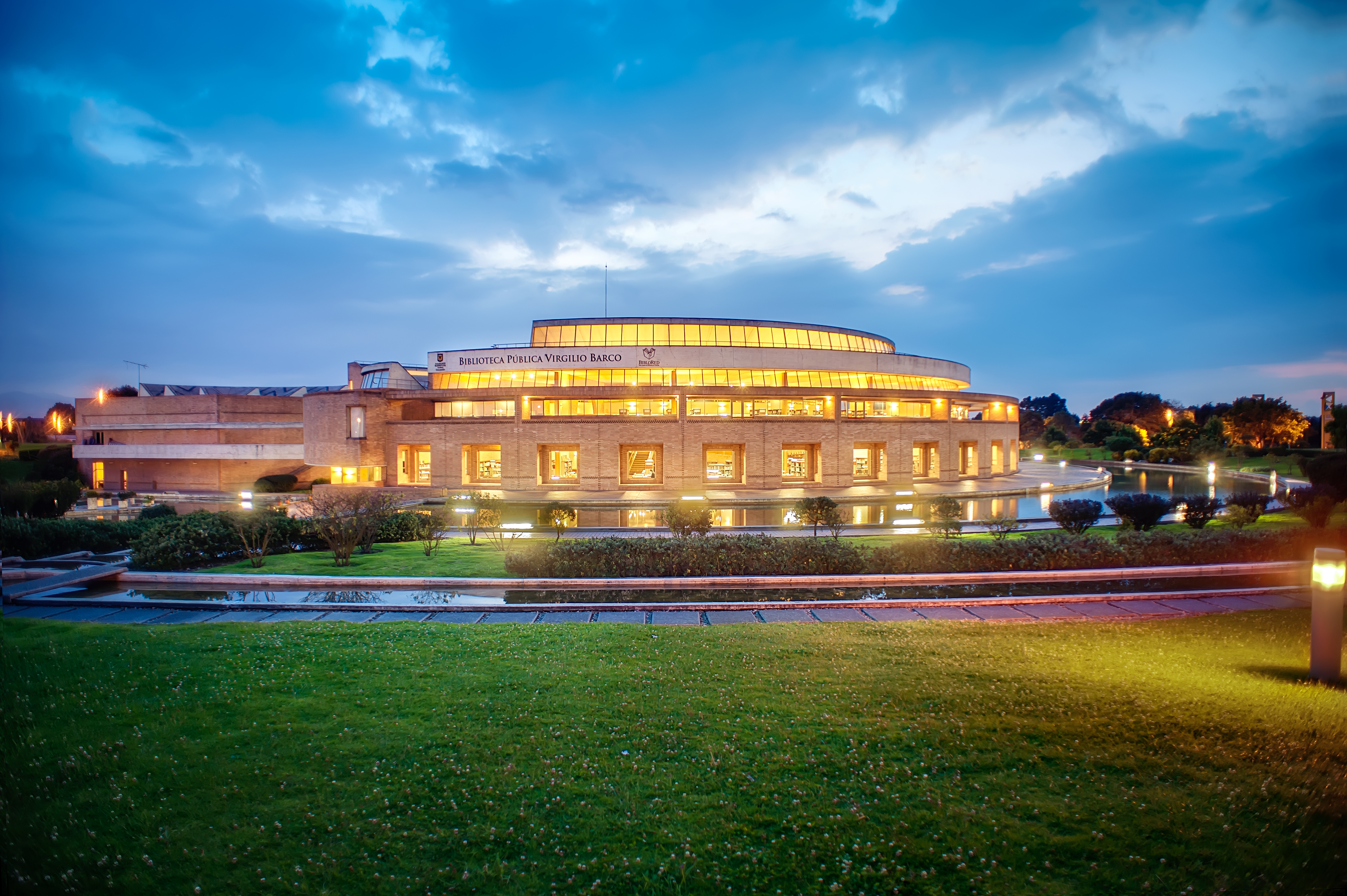
Knihovna Virgilio Barco
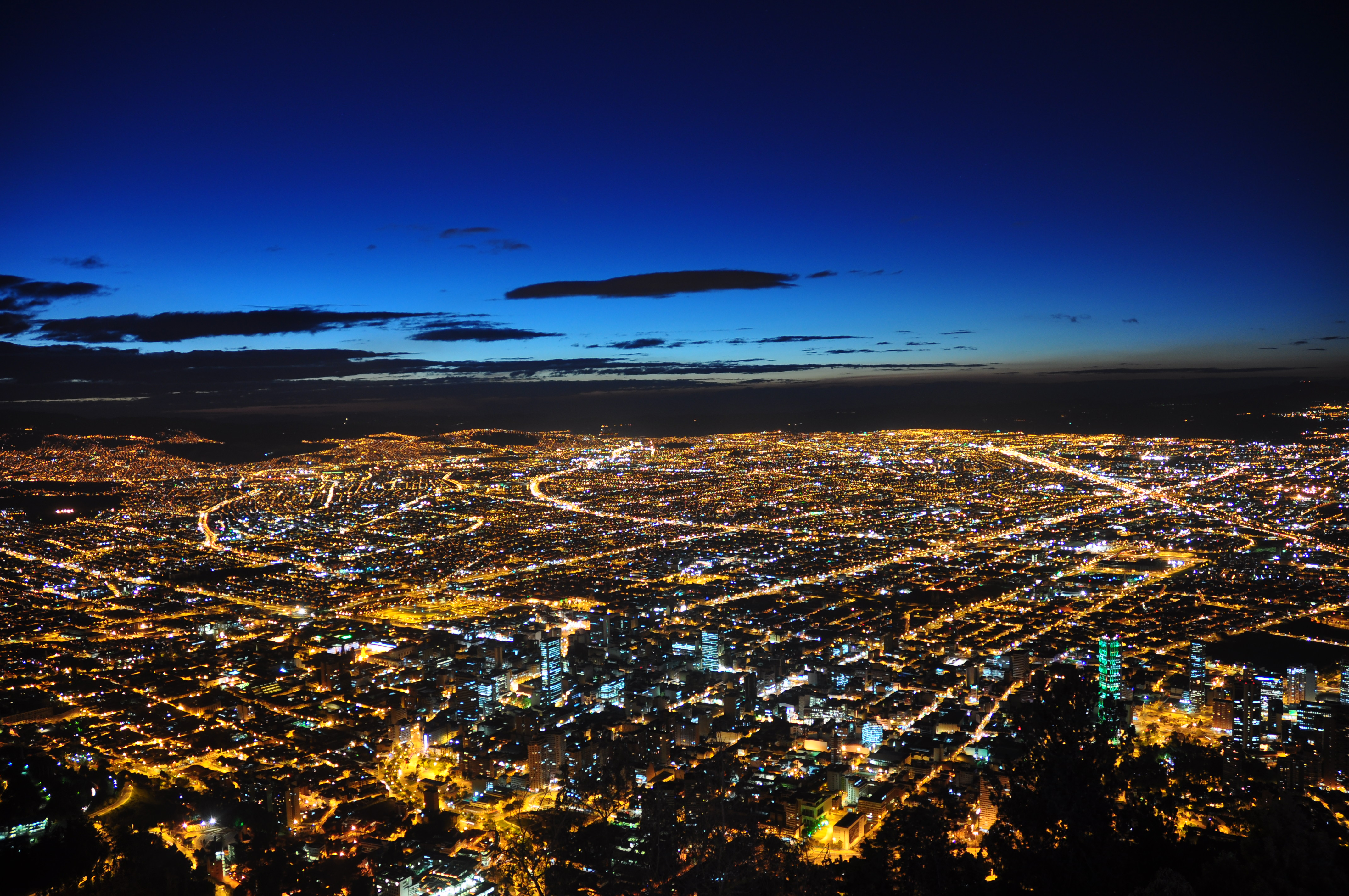
Noční Bogota
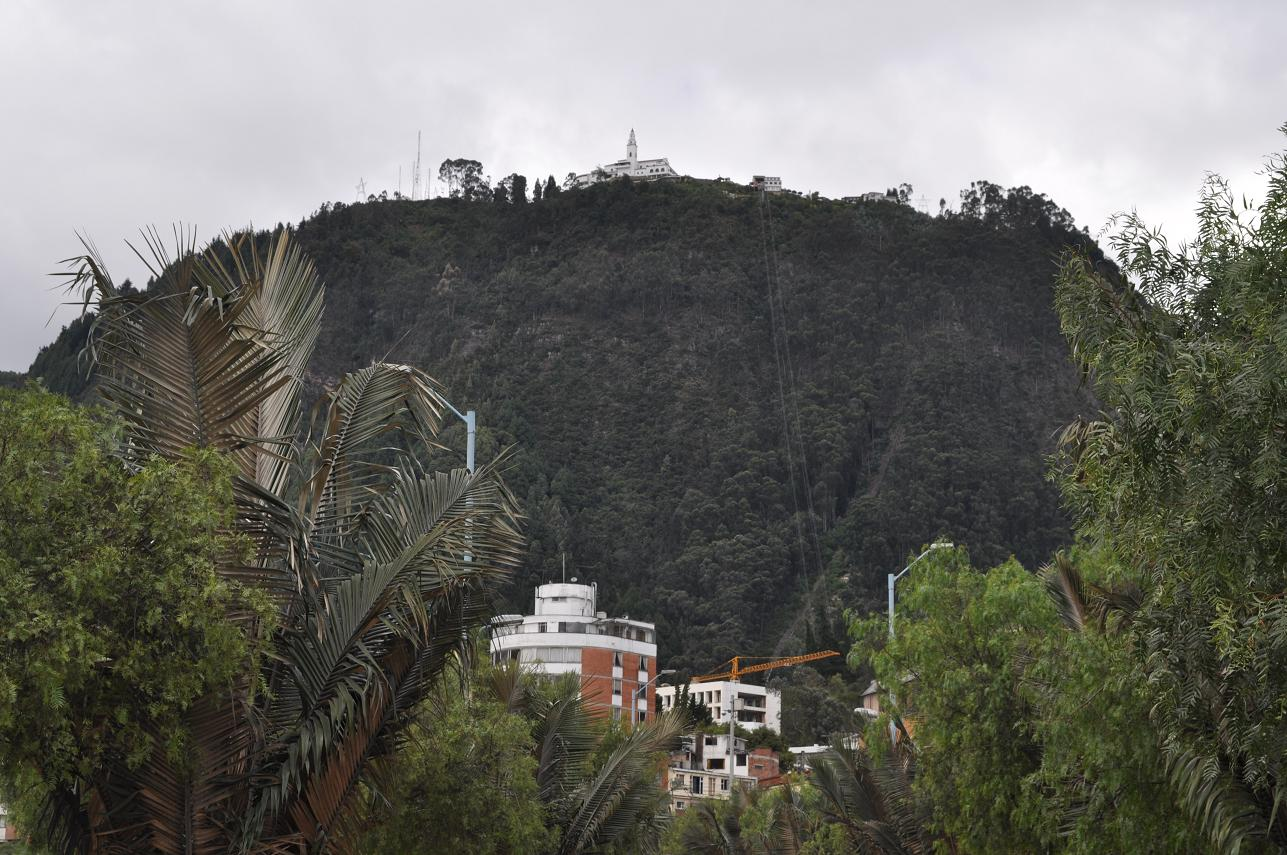
Monserrate, ikona města
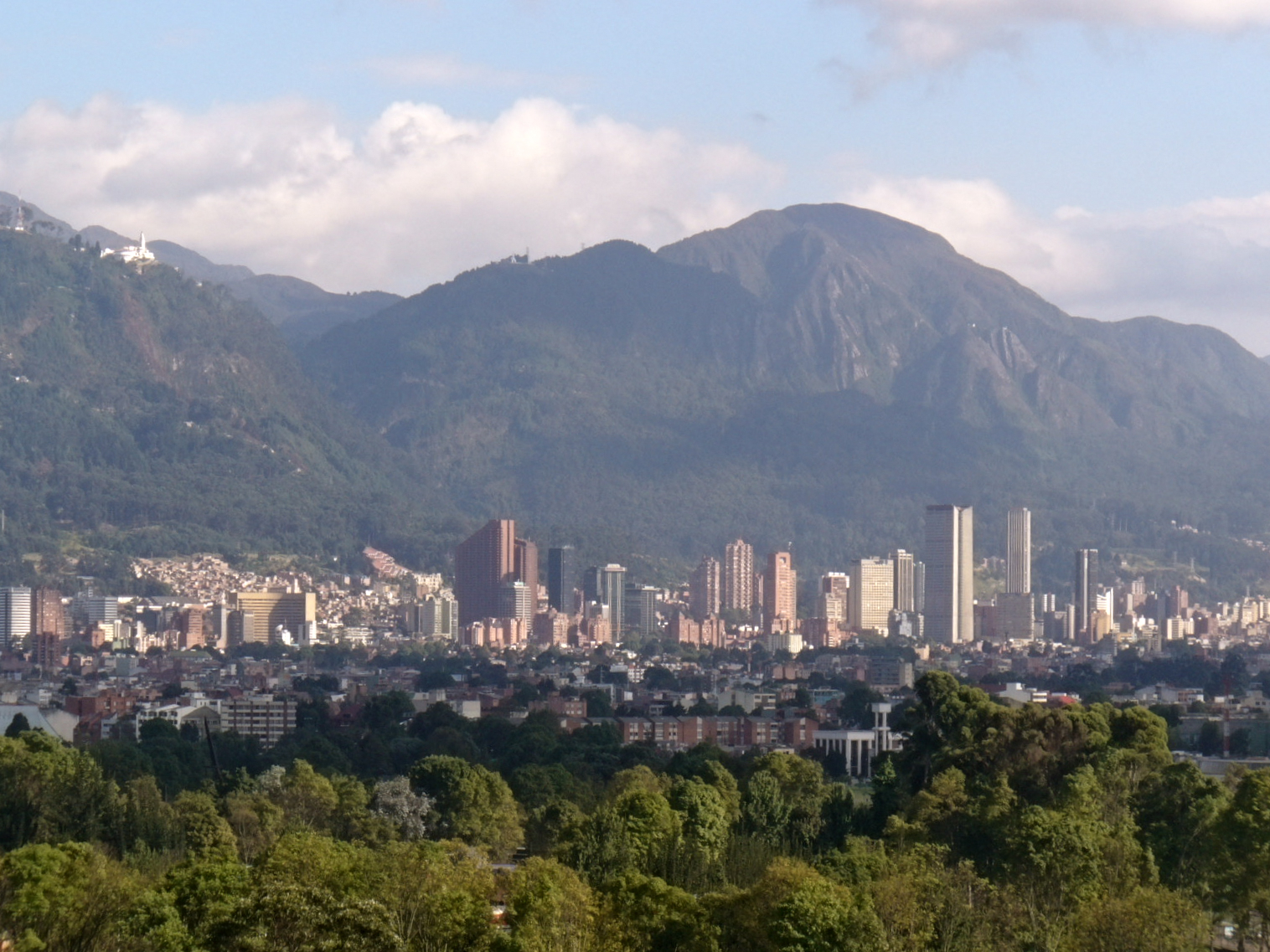
Pohled na Bogotu